# Brachiaria turbinata
Brachiaria turbinata är en gräsart som beskrevs av Van der Veken. Brachiaria turbinata ingår i släktet Brachiaria och familjen gräs.
Artens utbredningsområde är Kongo-Kinshasa. Inga underarter finns listade i Catalogue of Life.